# Rekord
För bilmodellen, se Opel Rekord.
Ett rekord är det bästa resultatvärde som uppmäts inom ett område, till exempel en sport eller idrottsgren.

## Olika typer av rekord
- Världsrekord
  - Världsdelsrekord
- Europarekord
- Nordiskt rekord
- Svenskt rekord
- Mästerskapsrekord, det bästa resultatet som uppmäts under, till exempel ett OS, VM, EM, NM, SM.
  - Olympiskt rekord, det bästa resultatet som uppmäts under de Olympiska spelen.
  - Världsmästerskapsrekord i friidrott, det bästa resultatet som uppmäts under världsmästerskapen i friidrott.
- Banrekord, det bästa resultatet som uppmätts på en speciell arena.
  - Stadionrekord, de bästa resultaten som uppmätts på Stockholms Olympiastadion.
- Klubbrekord, det bästa resultat för idrottare från en viss klubb.